# Hyperaspis sexverrucata
Hyperaspis sexverrucata är en skalbaggsart som först beskrevs av Fabricius 1801.  Hyperaspis sexverrucata ingår i släktet Hyperaspis och familjen nyckelpigor. Inga underarter finns listade i Catalogue of Life.